# RSS Bandit
RSS Bandit — агрегатор RSS/Atom з відкритим кодом, заснований на Microsoft .NET framework. Спочатку розробка велась в рамках серії статей Dare Obasanjo для MSDN, опублікованих 2003 року. Згодом зразки коду перетворились на повноцінний проєкт, який було розміщено на SourceForge. Основними розробниками стали Dare Obasanjo та Torsten Rendelmann.

## Особливості
Програма має трипанельний інтерфейс, схожий на інтерфейс клієнтів для управління електронною поштою. Ряд особливостей програми також було запозичено з поштових програм або інших rss-агрегаторів:
- Можливість пошуку у папках відповідно до певного пошукового паттерну (або пошук серед непрочитаних повідомлень).
- Імпортування та експортування списків підписок у файли формату OPML.
- Клавіатурні скорочення майже для всіх функцій програми.
- Можливість завантаження подкастів[5].
- Автоматичне прозначення прочитаними переглянутих повідомлень.
- Можливість синхронізації списків прочитаних повідомлень за допомогою стороннього серверу за протоколами FTP або WebDAV.
- Раніше (до 2013 року[1]) існувала можливість читання потоку повідомлень з Google Reader та Facebook. Згодом це технічно перестало бути можливим.
- Програма може запускатись на Windows 8

## Критика
Програма отримала 4 з 5 можливих зірок в огляді Download.com. Також вона отримала 4 з 5 можливих зірок в огляді на About.com.